# Olefine Moe
Olefine Moe (Bergen 18 maart 1850 – Ås, 8 november 1933) was een Noors operazangeres. Ze was sopraan. Ze zou uiteindelijk meer dan vijftig rollen spelen/zingen. Ze was de eerste "Carmen" van Zweden.
Olefine Louise Margarethe Moe werd geboren binnen het gezin van hoboist en dansleraar Iver Christian Moe en Inger Marie Amundsen. Ook haar oom Karl Moe zat in de muziek. Haar naam verwijst naar peetvader Ole Bull, die in haar geboortejaar het Norske Teater opende in Bergen. Op 15 mei 1877 trouwde ze met de Zweedse pianist Oscar Fridolf Torsell, die 29 augustus 1880 overleed. Uit het huwelijk kwamen dochters voort, Margit en actrice Astrid Torsell zouden later werkzaam zijn voor Dramaten. 
Ze kreeg zangonderwijs van Henrik Meyer. Ze begon echter als actrice annex zangeres aan het Christiania Theater in Christiania. Het was 1867 toen ze de rol van Emmeline speelde in "Den første kærlighed" van Eugene Scribe. Noorwegen had nog geen zelfstandig operagezelschap. In 1868 kreeg ze een vast contract bij dat theater. Ze werd in 1871 ontdekt door Louis Michaëli en hij zorgde voor een aanbevelingsbrief, zodat ze kon studeren in Stockholm bij Fredrike Stenhammar. Die zag mogelijkheden, want in datzelfde jaar 1872 stond ze in Stockholm op de planken in de rol van Adèle in de opera Den svarta dominon van Daniel Auber. Ze werd vervolgens door de Kungliga Operan van 1873 tot 1881 onder contract gesteld. Het seizoen daaropvolgend was ze te horen en zien in het Mindre teatern. Van 1882 tot 1886 kreeg het Tivoli in Oslo haar te zien samen met Matilda Lundström. Daarna trok ze weer naar Zweden, maar dan voornamelijk als actrice. Gedurende die jaren waren er van haar gastoptredens bij de gezelschappen in Stockholm en Oslo met een laatste optreden in 1896. Er volgden nog wel concerten van haar tot en met 1908.
Vanaf 1891 begon ze met les geven, ook zowel in Oslo als Stockholm.  
Enkele concerten:
- 9 juli 1870: Concert met Ole Bull en Agathe Backer in de Vrijmetselaarsloge in Oslo met liederen van Charles Gounod en Halfdan Kjerulf,
- 8 oktober 1882: "Afscheidconcert" met Caroline Schøning en Sina Ring met opera-aria’s.
- 10 mei 1892: Den sorte domino in het Christiania Theater
- 31 maart 1895: Fra Diavolo van Terracina in het Christiania Theater
- 8 april 1900: Concert in Fredrikstad met Beda Halvorsen met liederen met toch inschakeling van twee amateurmusici
- 19 februari 1901: ze zong liederen in Harmonien, begeleid door de pianiste Ernestine Losting en door het Bergen filharmoniske orchester onder leiding van Axel Schiøler

- Virtual International Authority File: 224537914